# Coelocaryon preussii
Coelocaryon preussii är en tvåhjärtbladig växtart som beskrevs av Otto Warburg. Coelocaryon preussii ingår i släktet Coelocaryon, och familjen Myristicaceae. Inga underarter finns listade i Catalogue of Life.